# 21189 Robertonesci
21189 Robertonesci è un asteroide della fascia principale. Scoperto nel 1994, presenta un'orbita caratterizzata da un semiasse maggiore pari a 2,5444599 au e da un'eccentricità di 0,1928209, inclinata di 3,15408° rispetto all'eclittica.